# Karl Bushby
Karl Bushby (* 1969 in Kingston upon Hull, England) ist ein britischer Abenteurer. Er versucht seit 1998 als erster Mensch der Welt die Erde zu "umwandern", ohne irgendein Verkehrsmittel zu nutzen. Eine besondere Herausforderung seiner Goliath-Expedition war es, den Pazifik ohne Nutzung eines Bootes zu überqueren.

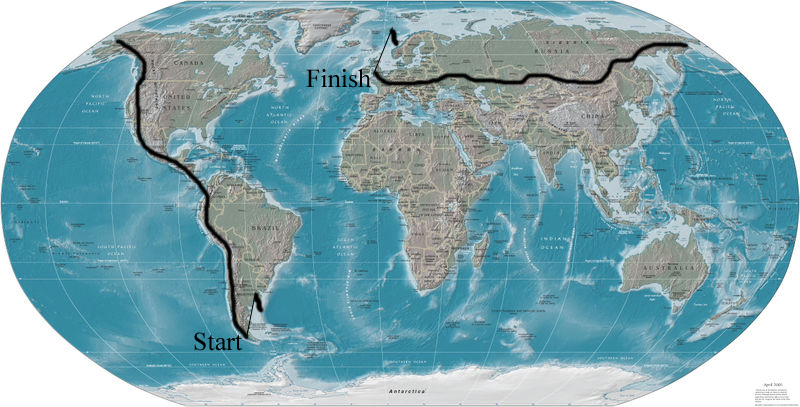
Die geplante Route

## Goliath-Expedition
Bushby startete seinen Weltrekordversuch am 1. November 1998 in der chilenischen Stadt Punta Arenas an der Magellanstraße und wollte von dort, dem südlichen Ende Südamerikas, bis zum Jahr 2009 zurück in seiner englischen Heimatstadt Hull sein. Durch Änderungen bei der Vergabe von Visa der zu durchquerenden Länder und die sich ändernde Sicherheitslage war der geplante Weg zahlreiche Male nicht passierbar. Die Expedition führt Bushby nicht in einem Stück, sondern in einzelnen Etappen durch, was auch die verhältnismäßig lange Zeitspanne für seine Unternehmung erklärt. Sollte Bushby samt seinem Team unbeschadet an seinem Zielort ankommen und die planmäßige Expeditionsroute eingehalten werden, hätte er bis dahin auf rund 58.000 Kilometern 25 Länder, sechs Wüsten und sieben größere Gebirgszüge auf insgesamt vier Kontinenten durchquert.

### Verlauf
Nach seinem Start im Jahr 1998 im Süden Chiles durchquerte er Süd- und Nordamerika und befand sich zwischen Dezember 2006 und März 2007 auf dem Weg von Alaska nach Russland. Hierfür lief er mit seinem französischen Begleiter Dimitri Kieffer über die zugefrorene Beringstraße. Nach der 15-tägigen Überwindung dieses Hindernisses wurden sie an der russischen Grenze nahe der Siedlung Uelen wegen unrechtmäßiger Grenzüberschreitung von russischen Beamten aufgehalten, konnten ihre Reise jedoch wenig später fortsetzen, nachdem sich der Gouverneur des russischen autonomen Kreises Tschukotka, Roman Abramowitsch, und der stellvertretende britische Premierminister John Prescott hatten einigen können. Zusätzlich zu der 90-tägigen Beschränkung durch russische Visa wurde Bushby durch die Bedingungen in der Tundra behindert. Da ihn seine Route durch ein Gebiet führte, das zu Fuß nur über zugefrorene Flüsse und Eisstraßen bereist werden kann, war dies nur im späten Winter und frühen Frühling möglich.
Wegen erneuter Visaprobleme wurde die Reise unterbrochen und erst im März 2015 wieder aufgenommen. In dieser Zeit ging Bushby zu Fuß über 4800 km von Los Angeles nach Washington, DC und wieder zurück. Sein Ziel war die russische Botschaft in den USA. Hier erreichte er die Aufhebung des 2013 gegen ihn verhängten Wiedereinreiseverbots nach Russland und er erhielt sogar ein Einladungsschreiben der russischen Regierung.
2017 überquerte Bushby die Grenze zwischen Russland und der Mongolei und war am 8. August 2017 in Ulaanbaatar.
Bushby traf Anfang Juni 2019 in Usbekistan ein und erreichte einige Monate später die Grenze zwischen Turkmenistan und dem Iran, wo die Goliath-Expedition unterbrochen werden musste, weil er kein Visum für den Iran bekommen konnte und wegen der COVID-19-Pandemie. Bushby wurde genötigt, Turkmenistan zu verlassen, da sein 30-tägiges Visum abgelaufen war. Seine Ausrüstung wurde konfisziert und er reiste nach Los Angeles, um seine Sponsoren zu informieren. 
Da eine Weiterreise zu Fuß durch Russland oder Iran aufgrund der aktuellen politischen Situation für einen Briten nicht durchführbar war, entschied er sich dafür, das Kaspische Meer zu durchschwimmen. Er startete im August 2024 und legte die 288 km lange Strecke von Kasachstan nach Aserbaidschan in 31 Tagen zurück.
Am 3. Mai 2025 erreichte er Istanbul und damit Europa. Mit einer Sonderbewilligung überquerte er zu Fuß die für Fußgänger gesperrte Brücke der Märtyrer des 15. Juli. Am selben Abend flog er aus Istanbul ab nach Mexiko, um die Visabestimmungen einzuhalten, aufgrund derer er die Türkei für 90 Tage verlassen musste. Das Ziel sei, anschließend in der Türkei seine Reise nach Europa fortzusetzen und im September 2026 zuhause in Hull anzukommen.

## Werke und Zitate
Im April 2006 erschien im Vereinigten Königreich Bushbys Buch Giant Steps, in dem er von seinen Erfahrungen während seines einmaligen Weltrekordversuchs berichtet und das durchweg positive Kritiken erhielt.
«Ich bin kein bisschen naiv, aber ich habe über all die Jahre so viele Menschen kennen gelernt, die mir Geld gegeben haben, Essen oder auch ein Bett, dass ich im Zweifelsfall immer auf die Menschheit setze. Es mögen Arschlöcher da draussen leben, ich hatte das Glück, kaum welche kennen zu lernen.»